# ウォーデン (ミサイル巡洋艦)
| USS Worden (CG-18) | |
| 艦歴               | |
| 発注:              | |
| 起工:              | 1961年9月19日 |
| 進水:              | 1962年6月2日 |
| 就役:              | 1963年8月3日 |
| 退役:              | 1993年10月1日 |
| その後:            | |
| 除籍:              | 1993年10月1日 |
| 性能諸元           | |
| 排水量:            | 7,903トン |
| 全長:              | 533 ft |
| 全幅:              | 53 ft |
| 吃水:              | 24 ft 6 in |
| 機関:              | ギヤード蒸気タービン2基2軸 4缶、85,000 shp                                                                                                 |
| 最大速:            | 34ノット |
| 航続距離:          | |
| 兵員:              | 士官、兵員400名 |
| 兵装:              | スタンダードER SAM連装発射機 2基 アスロックSUM8連装発射機 1基 ハープーンSSM4連装発射機 2基 ファランクスCIWS 2基 324mm3連装短魚雷発射管 2基 |
| 航空機:            | |
| モットー:          | |

ウォーデン (USS Worden, DLG/CG-18) は、アメリカ海軍のミサイル巡洋艦。リーヒ級ミサイル巡洋艦の3番艦。艦名はジョン・L・ウォーデン海軍大将に因んで命名された。その名を持つ艦としては4隻目。

## 艦歴
ウォーデンは1961年9月19日にメイン州バスのバス鉄工所で起工する。1962年6月2日にウィリアム・R・スメドバーグ3世夫人によって進水し、1963年8月3日にマサチューセッツ州ボストンでスコット・ロスロップ艦長の指揮下就役した。

### 1960年代
ウォーデンは就役後、ボストン海軍造船所で2ヶ月間の調整を受ける。10月12日にボストンを出港し、整調訓練のためバーミューダに向かう。訓練を終了するとウォーデンは10月28日にハンプトン・ローズ、バージニア州ノーフォークに向かい、11月13日に母港のカリフォルニア州サンディエゴに到着する。ディボブ湾、ワシントン州シアトルでソナー測定を行った後、ウォーデンは艦隊旗艦となる。
1964年1月にウォーデンは太平洋ミサイル試験海域でシステム承認試験の一環としてミサイルを発射した。その後もサンディエゴ海域で作戦活動を続け、3月に整調後信頼試験のためロングビーチ海軍造船所入りする。作業は5月前半に完了した。
5月18日から6月26日までウォーデンはサンディエゴでの訓練に参加する。最初の艦隊訓練は7月10日から17日まで行われ、対空戦闘が主であった。1964年8月11日にウォーデンは極東展開のため西太平洋に向かう。ミッドウェー島およびグアムで燃料を補給した後、8月30日にフィリピンのスービック海軍基地に到着し第7艦隊での活動を開始する。10月後半から11月前半には横須賀を訪れ、その後も1964年末まで東南アジアでの作戦活動に従事した。
1965年の元日にウォーデンは休養のため香港に入港する。その後横須賀に短期間停泊し、1月24日に本国へ帰国の途に就く。2月17日に母港に到着、3月5日まで停泊した後ロングビーチ海軍造船所で3か月の信頼性検査が行われる。
1965年6月2日にウォーデンは新たに装着されたレーダー評価のためサンディエゴへ向かう。ウォーデンは母港の海域で活動を続け、1965年11月18日から24日までカリフォルニア沖での艦隊演習「レンジ・ブッシュ」に参加した。その後は同年末まで太平洋西部へ展開するための準備を行う。

### 1980年代
ウォーデンは1993年10月1日に真珠湾で退役し、除籍された。当初はスクラップとして売却される予定であったが、その契約は無効となった。船体は2000年6月17日に標的艦として破壊、海没処分となった。
ウォーデンはベトナム戦争の戦功で9個の従軍星章を受章した。